# Джонс, Пол Стивен
Пол Сти́вен Джонс (англ. Paul Steven Jones; родился 18 апреля 1967 в Черке, Рексем) — валлийский футбольный вратарь, в прошлом игрок сборной Уэльса, наиболее известный по выступлениям за «Саутгемптон».

## Карьера

### Клубная карьера
Пол начинал свою карьеру в «Киддерминстер Харриерс», где он провёл пять сезонов. В 1991 году его контракт был выкуплен за 60 тысяч фунтов клубом «Вулверхэмптон Уондерерс», однако за следующие пять лет Пол сыграл только 44 матча за этот клуб и в 1996 перешёл в «Стокпорт Каунти». Всего год спустя он вслед за главным тренером команды Дейвом Джонсом перешёл в «Саутгемптон». В 1998 году он был признан Лучшим игроком сезона в составе этого клуба, на это же время приходится первый вызов Пола в сборную Уэльса.
В 2003 году Джонс сыграл в финале Кубка Англии против «Арсенала», в котором его команда уступила со счётом 0:1. Пол вышел в этой игре на замену получившему травму Антти Ниеми, став, таким образом, первым в истории вратарём, вышедшим на замену в финальной игре этого турнира.
В январе 2004 года Джонс был взят в краткосрочную аренду «Ливерпулем», который потерял из-за травмы Ежи Дудека. За мерсисайдский клуб Пол провёл два матча и стал самым возрастным игроком, дебютировавшим в игре за «Ливерпуль» со времён Второй мировой войны. 10 января 2004 года, когда Джонс вышел на поле «Энфилда» в матче против «Астон Виллы», ему было 36 лет 8 месяцев и три дня. После завершения срока аренды он снова перешёл в «Вулверхэмптон». И на этот раз Пол не смог закрепиться в этой команде и дважды отправлялся в аренду — сначала в «Уотфорд», а затем в «Миллуолл».
В январе 2006 года «волки» разорвали контракт с Джонсом, и месяц спустя он присоединился к «Куинз Парк Рейнджерс», подписав контракт до конца сезона 2005/2006. Летом 2006 года контракт с ним был продлён ещё на год. В мае 2007 года срок соглашения истёк, и он на правах свободного агента перешёл в «Богнор Регис», команде из города, в котором у Джонса и его жены имеется собственное дело.

### Международная карьера
Дебют Пола Джонса в сборной состоялся 27 мая 1997 года в матче против Шотландии, в котором он вышел на замену Энди Мэрриоту. Он провёл 50 матчей за национальную команду Уэльса, но самым запоминающимся стал последний из них — 7 октября 2006 года в домашнем матче против Словакии валлийцы уступили со счётом 1:5, что стало их худшим домашним результатом за 98 лет. Три гола в этой встрече Джонс пропустил после ударов с дальних дистанций.

## Личная жизнь
Старший брат Пола, Марк Джонс, в прошлом тоже был вратарём, правда, он никогда не выступал на профессиональном уровне, так и не поднявшись выше уровня полупрофессионалов. Марк играл, в частности, за «Херефорд Юнайтед» в 1998—2000 годах, самым значительным достижением в составе которых для него стал матч против «Лестер Сити» в третьем раунде Кубка Англии. Позднее он также играл за «Ньютон» в валлийской Премьер-Лиге. Основным занятием Марка была и остаётся работа фермера.

## Достижения
- Финалист Кубка Англии (2003)